# Fumizuki
Il Fumizuki (文月? lett. "Mese delle spighe di riso"), sino al 1º agosto 1928 denominato 29-Gō kuchikukan (第29駆逐艦? lett. "cacciatorpediniere Numero 29"), è stato un cacciatorpediniere della Marina imperiale giapponese, sesta unità appartenente alla classe Mutsuki. Fu varato nel febbraio 1926 dal cantiere navale di Fujinagata, a Osaka.
Appartenente alla 22ª Divisione, all'inizio della guerra nel Pacifico protesse le operazioni anfibie nelle Filippine e scortò poi i convogli diretti in Malaysia, partecipando infine alle ultime fasi della campagna delle Indie orientali olandesi. In primavera fu riassegnato allo squadrone di scorta dipendente dalla Flotta dell'Area sud-occidentale e in estate fu trasformato in trasporto rapido mediante la rimozione di parte dell'armamento, l'incremento della dotazione contraerea e l'aggiunta di locali destinati ad accogliere truppe e materiali. In questa nuova configurazione prese parte allo sgombero di Guadalcanal e, dal febbraio 1943 in avanti, condusse decine di missioni di trasporto truppe destinate alle numerose posizioni giapponesi nelle isole Salomone, nonché alla base aeronavale di Truk e alle guarnigioni sparse in Nuova Irlanda e Nuova Britannia, agevolmente raggiungibili dal mare. Sopravvissuto a più di un attacco aereo nel corso del rischioso servizio, il 16 febbraio 1944 si trovava nella rada di Truk quando si verificò una pesante incursione aeronavale; fu centrato da un siluro, si allagò lentamente e il giorno successivo affondò dove si era ormeggiato, sebbene con perdite molto contenute tra l'equipaggio.

## Servizio operativo

### Costruzione
Il cacciatorpediniere Fumizuki fu ordinato nell'anno fiscale edito dal governo nipponico nel 1923, inizialmente indicato come "cacciatorpediniere Numero 29" (29-Gō kuchikukan in lingua giapponese). La sua chiglia fu impostata nel cantiere navale di Fujinagata a Osaka il 20 ottobre 1924 e il varo avvenne il 16 febbraio 1926; fu completato il 3 luglio dello stesso anno e il 1º agosto 1928 assunse il suo nome definitivo, avendo la Marina imperiale abbandonato alla data il sistema di nomenclatura del naviglio leggero con soli numeri. Assieme ai cacciatorpediniere Satsuki, Nagatsuki e Minazuki formò la 22ª Divisione, dipendente dalla 5ª Squadriglia della 3ª Flotta.

### 1941-1942
Il 26 novembre 1941 il Fumizuki, allora al comando del tenente di vascello Taro Ebihara, seguì il resto della divisione nello spostamento dell'intera 5ª Squadriglia dallo Stretto di Terashima alla base militare di Mako, nelle isole Pescadores; il 7 dicembre salpò inquadrato nella forza d'invasione che tre giorni dopo eseguì un facile sbarco ad Aparri, sulla costa settentrionale di Luzon. Dopo un breve ritorno a Mako, il 22 dicembre fu presente all'assalto anfibio nel Golfo di Lingayen. Nel gennaio e febbraio 1942 il Fumizuki e le unità sorelle furono impegnati nell'accompagnamento dei convogli di trasporti che, da Formosa, facevano rotta per la Malaysia o la baia di Cam Ranh in Indocina. Nella seconda metà del mese furono aggregati al gruppo occidentale per l'invasione di Giava, caduta il 9. Il giorno seguente la 5ª Squadriglia fu disattivata e la 22ª Divisione passò alle dirette dipendenze della Flotta dell'Area sud-occidentale, responsabile per le Indie orientali olandesi, l'Indocina, le Filippine e la Malaysia con l'importante arsenale di Singapore: a fine mese fu distaccata e assegnata alla squadra del contrammiraglio Shōji Nishimura, che il 31 occupò senza combattere l'Isola di Natale. A partire dal 10 aprile il Fumizuki e gli altri cacciatorpediniere furono riassegnati alla 1ª Squadriglia di superficie di scorta e nelle settimane seguenti furono utilizzati in regolari scorte ai convogli che transitavano nella regione di competenza della Flotta.
In luglio il Fumizuki fu richiamato in patria e dal 17 luglio rimase fermo nell'arsenale di Sasebo per un raddobbo; tuttavia, a questo stadio della guerra, l'ormai obsoleta classe Mutsuki era di modesto valore in battaglia e, dunque, lo stato maggiore generale optò per trasformare una parte degli esemplari in trasporti d'attacco veloci. Il Fumizuki rientrò in tali piani e fu modificato di conseguenza: due cannoni da 120 mm, le mine e gli apparecchi di dragaggio furono rimossi per fare spazio a due installazioni triple e una binata di cannoni contraerei Type 96 da 25 mm L/60, oltre a due ulteriori lanciatori di bombe di profondità, il cui numero crebbe a trentasei. Infine furono aggiunti alloggi per il personale da imbarcare e furono ricavati spazi per uno stivaggio ottimale dei carichi. Il dislocamento a vuoto crebbe a 1615 tonnellate, a pieno carico a 1944 tonnellate. Dopo aver aggiunto anche nuovi strumenti sonar, il Fumizuki si spostò a Moji e il 4 settembre salpò di scorta a un convoglio che giunse il 9 a Mako. Il 16 settembre, mentre navigava per tornare nelle acque meridionali, rimase coinvolto in una grave collisione con il trasporto Kachidoki Maru nello Stretto di Formosa: tornò subito a Mako per urgenti riparazioni provvisorie e il 9 ottobre fu capace di salpare per Sasebo, ove giunse il 12. Il lungo processo di rimessa in efficienza fu iniziato in questa città e, dal 30 ottobre, continuò nell'arsenale di Nagasaki per quasi due mesi; intanto, il 1º novembre, il comandante Ebihara era promosso capitano di corvetta. Il 10 dicembre la 22ª Divisione fu sciolta e il Fumizuki fu posto agli ordini diretti della 1ª Squadriglia di superficie.

### 1943
Il 21 gennaio 1943 il Fumizuki, il Satsuki e il Nagatsuki assunsero la difesa della nave appoggio idrovolanti Kamikawa Maru e la scortarono da Sasebo fino alla base aeronavale di Truk, da dove proseguirono per Rabaul e infine le isole Shortland, toccate il 29. Da qui il Fumizuki salpò il 1º febbraio per coprire la fase iniziale dello sgombero nipponico di Guadalcanal (operazione Ke) e prestò assistenza, in giornata, al gravemente colpito Makinami: lo prese al traino e riuscì a riportarlo alle Shortland. Il 4 febbraio partecipò, sempre con funzioni di vigilanza, al proseguimento dell'evacuazione e infine il 7 prese a bordo parte delle ultime truppe. Il 12 salpò con il Satsuki e scortò il trasporto Nojima all'isola di Kolombangara, quindi il giorno seguente ripartì dalle Shortland con il gemello e accompagnò l'incrociatore leggero Sendai alle isole Palau, raggiunte il 17. Riprese il mare il 22 con il Satsuki e lo Yugure, formanti la scorta al quarto scaglione del convoglio Hei No. 3 che, da Tsingtao, stava trasferendo la 41ª Divisione fanteria a Wewak in Nuova Guinea; la missione fu completata senza incidenti e il 2 marzo il Fumizuki e lo Yugure si fermavano a Truk. Nel frattempo la 22ª Divisione era stata riattivata (25 febbraio) con lo stesso organico degli anni venti e fu sottoposta agli ordini della 3ª Squadriglia, dipendente dall'8ª Flotta a Rabaul: tra il 3 e il 5 marzo, assieme alla nuova ammiraglia Nagatsuki, il Fumizuki scortò un trasporto sino a questa piazzaforte, poi assieme al Minazuki recò truppe a Gasmata (6 e 14 marzo) e alla baia di Rekata, sulla costa nord-orientale dell'isola di Santa Isabel. Rientrato a Rabaul, assunse con il Nagatsuki la scorta di un convoglio che salpò il 19 alla volta delle Shortland, vi scaricò uomini e attrezzature e quindi tornò alla base il 23. Il 29 la 22ª Divisione al completo intraprese un trasferimento di truppe da Kavieng (Nuova Irlanda nord-occidentale) a Finschhafen, tuttavia la missione dovette essere sospesa dopo un attacco aereo, durante il quale il Fumizuki fu mitragliato e accusò danni lievi. Avarie più serie provocò, il 2 aprile, un combattimento contro altri velivoli statunitensi poco al largo di Kavieng, durante il quale una bomba esplose vicino allo scafo e causò l'allagamento della sala caldaie. A fine aprile il Fumizuki si spostò a Truk forse accompagnando il danneggiato incrociatore pesante Aoba, si affiancò alla nave appoggio sommergibili Heian Maru e proseguì il 26 aprile per Yokosuka, raggiunta il 4 maggio. Si portò infine a Sasebo e dall'11 maggio al 18 agosto rimase in bacino di carenaggio per una approfondita revisione generale. In questa occasione furono rimosse le mitragliatrici Lewis da 7,7 mm e i tubi lanciasiluri da 610 mm di poppa, aggiunto un affusto binato di cannoni Type 96 e due binati con mitragliatrici pesanti Type 93 da 13,2 mm.

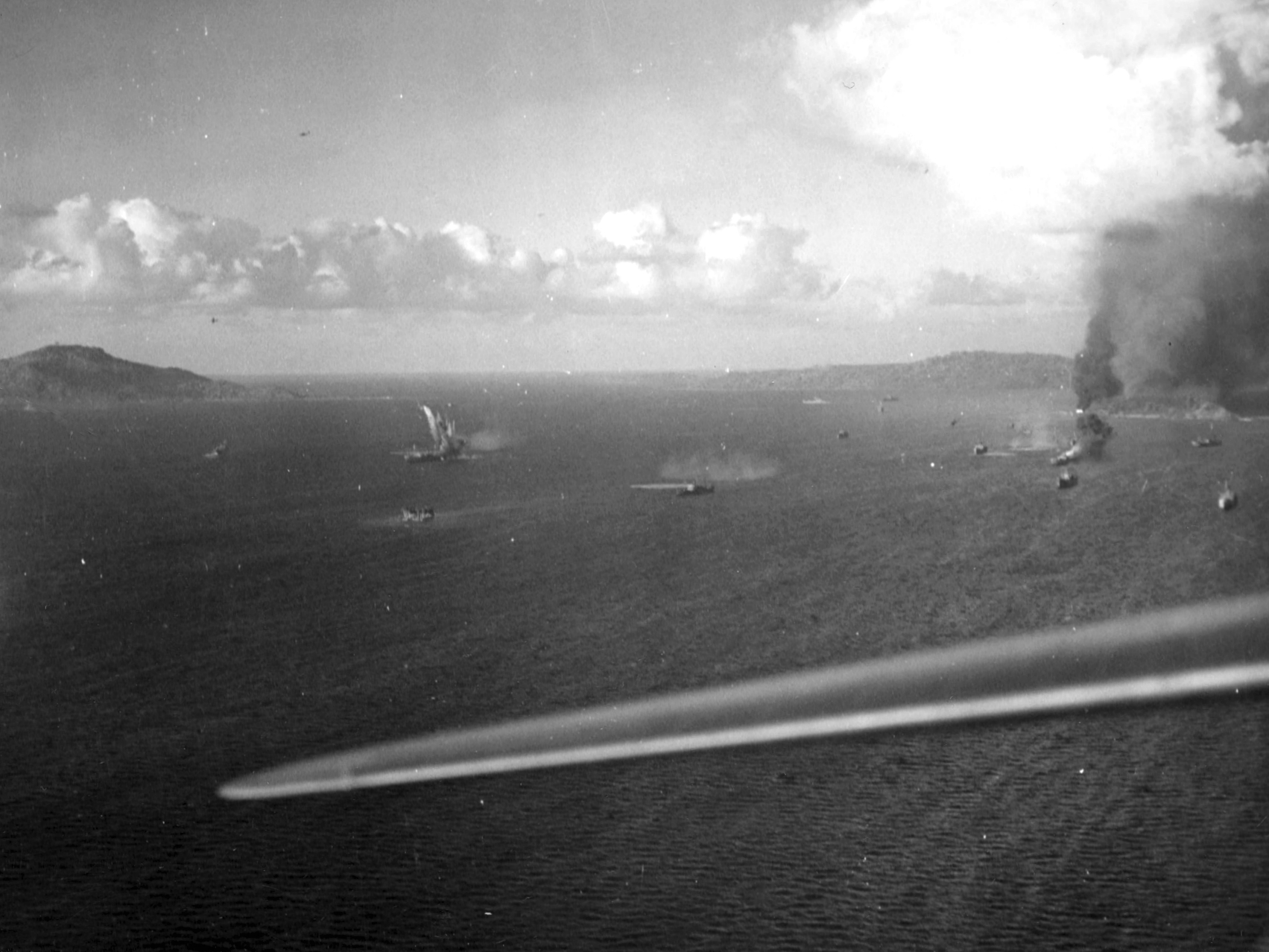
L'attacco aereo a Truk del 17 febbraio 1944, durante il quale il Fumizuki fu gravemente colpito

Il 20 agosto il Fumizuki fu aggregato alla scorta di alcuni convogli che, con tappe all'isola di Saipan e a Truk, giunsero il 4 settembre a Rabaul, sempre più esposta all'offesa aeronautica degli Alleati. Il 28 settembre e il 2 ottobre completò inoltre due riuscite missioni di sgombero a Kolombangara, mentre il 6 ottobre salpò con gran parte della 3ª Squadriglia per trarre in salvo il presidio di Vella Lavella: tuttavia in serata fu rimandato indietro a causa della segnalata presenza di navi statunitensi e dello scoppio di una battaglia notturna. L'8 salpò da Rabaul con truppe per l'isola di Buka, sfuggendo a un attacco aereo con danni superficiali. Altre missioni di rinforzo furono compiute il 21 ottobre con il Satsuki a Capo Dampier, il 24 all'Isola Garove e Iboki sempre assieme al Satsuki e il 29, con l'Uzuki, alle stesse destinazioni. Il 1º novembre il comandante Ebihara fu sostituito dal capitano di corvetta Yoshiharu Nagakura che, non appena nominato, salpò per recare un reparto di fanteria a Bougainville: tuttavia fu richiamato indietro quando si venne a sapere che truppe statunitensi erano sbarcate sull'isola. Il Fumizuki rientrò a Rabaul e il giorno seguente fu mitragliato più volte durante un'incursione americana, accusando danni a un serbatoio, sei morti e quattro feriti. Il 6 novembre sbarcò uomini a Bougainville nel corso di una rischiosa missione, quindi il 12 partì per Kavieng, dove prese a bordo un gruppo di piloti (altri erano saliti già a Rabaul) prima di fare rotta a tutta forza su Truk raggiunta il 14. Qui fu riparato sommariamente e già il 20 novembre ripartì verso Rabaul con a bordo truppe. Il 27 e il 29 novembre accompagnò il Minazuki in missione di rinforzo a Iboki, incarico ripetuto il 1º dicembre con anche l'Akikaze. Dopo aver scortato sino a Truk l'incrociatore leggero Yubari, che aveva a rimorchio il cacciatorpediniere Naganami gravemente colpito, il Fumizuki tornò a Rabaul con il Minazuki verso il 20 dicembre e nei giorni seguenti effettuò due altri trasporti di rinforzi all'isola di Garove: uno il 22 assieme lo Yunagi e il secondo il 25 con il gemello Minazuki. Infine, il 29, inquadrato in un gruppo di nove cacciatorpediniere comprendente il Satsuki, contribuì a recare a Qavuvu (a est della penisola di Willaumez) 635 soldati e quasi 400 tonnellate di approvvigionamenti.

### 1944 e l'affondamento
Il 3 gennaio 1944 il Fumizuki salpò da Rabaul con rotta per Kavieng, accompagnato dal Satsuki, ma il giorno seguente fu oggetto di un deciso attacco aereo poco fuori dalla base; le bombe lo mancarono di misura e numerosi mitragliamenti fecero qualche decina di vittime tra l'equipaggio, si accusò qualche infiltrazione ma il cacciatorpediniere rimase in efficienza. Spostatosi a Rabaul, prese in consegna un convoglio che scortò sino a Truk e quindi rientrò il 20; il 22 e il 24 gennaio, assieme al Matsukaze, completò due altri trasferimenti di uomini a Qavuvu, mentre il 26 fu affiancato dall'Akikaze nella stessa missione. Il 30 salpò da Rabaul di nuovo incaricato di proteggere un convoglio destinato a Truk e, durante la traversata, si verificò un attacco aereo in prossimità di Los Negros: il Fumizuki fu mitragliato ma contribuì a respingere gli aggressori e a far approdare i trasporti a Truk il 6 febbraio. Si ormeggiò dunque nella rada atollina e lì fu sorpreso il 16 febbraio dal massiccio attacco aereo portato dalla Quinta Flotta statunitense: colpito da un siluro, si allagò progressivamente e infine affondò nella laguna (7°24′N 151°44′E) il 17, a dispetto dell'assistenza portatagli dal Matsukaze. Si ebbero comunque meno di trenta morti e sopravvissero sia il comandante Nagakura, sia il capitano di vascello Michio Oka a capo della 22ª Divisione (che aveva da poco trasferito le sue insegne sull'unità).
Il 31 marzo 1944 il Fumizuki fu radiato d'ufficio dalla lista del naviglio in servizio con la Marina imperiale.